# Louis Leterrier
Louis Leterrier (sinh ngày 17 tháng 6 năm 1973) là nam đạo diễn phim người Pháp. Anh từng đạo diễn hai phần phim Transporter đầu tiên, Unleashed (2005), The Incredible Hulk (2008), Clash of the Titans (2010) và Now You See Me (2013).